# Alinda vratzatica
Alinda vratzatica is een slakkensoort uit de familie van de Clausiliidae. De wetenschappelijke naam van de soort is voor het eerst geldig gepubliceerd in 1972 door Likharev.